# 1280 Baillauda
Az 1280 Baillauda (ideiglenes jelöléssel 1933 QB) egy kisbolygó a Naprendszerben. Eugène Joseph Delporte fedezte fel 1933. augusztus 18-án, Uccleban.